# The Flock (album)
Pour les articles homonymes, voir Flock (homonymie).
Albums de The Flock
Dinosaur Swamps
(1970)
The Flock est le premier album du groupe du même nom, paru en 1969.

## Titres
Toutes les chansons sont créditées The Flock, sauf mention contraire.
1. Introduction – 4:50
2. Clown – 7:42
3. I Am the Tall Tree – 5:37
4. Tired of Waiting (Davies) – 4:35
5. Store Bought - Store Thought – 7:00
6. Truth - 15:25

## Musiciens
- Jerry Goodman : violon, guitare, chant
- Fred Glickstein : guitare, chant
- Jerry Smith : basse, chant
- Ron Karpman : batterie
- Rick Canoff : saxophone ténor, chant
- Tom Webb : saxophone, harmonica
- Frank Posa : trompette